# Warden Boyd Rayward
Warden Boyd Rayward, né le 24 juin 1939 à Inverell (Nouvelle-Galles du Sud), est un bibliothécaire et biographe universitaire australien. Il est notamment connu comme auteur de biographies des deux pionniers belges des sciences de l'information Paul Otlet et Henri La Fontaine.

## Biographie

### Jeunesse et formation
Il étudie la bibliothéconomie à l'université de Nouvelle-Galles du Sud, où obtient son diplôme en 1964. Il s'installe ensuite aux États-Unis pour poursuivre ses études à l'université de l'Illinois. Puis il acquiert une maîtrise et un doctorat en 1973 à la Graduate Library School de l'Université de Chicago, avec une thèse consacrée à Paul Otlet,.

### Carrière académique
Rayward est membre de la faculté des sciences de l'information de l'université de Nouvelle-Galles du Sud de 1993 à 1999. Il est nommé professeur émérite en 1999. Il travaille aussi comme enseignant et chercheur dans plusieurs universités américaines, dont celle de Chicago (dont il fut doyen de 1980 à 1986) et de l'Ontario. Il est membre ou fellow de nombreuses associations professionnelles comme l'American Library Association (ALA), l' Australian Library and Information Association (ALIA) et l' American Society for Information Science and Technology (ASIST) .

## Publications
Parmi ses publications  on peut citer : Mundaneum : Archives of knowledge (Mundaneum, les archives de la connaissance), The Origins of Information Science and the International Institute of Bibliography/International Federation for Information and Documentation (FID) (Les origines des sciences de l'information et l'Institut international de bibliographie/Fédération internationale pour l'information et la documentation (FID) , Libraries in Times of War, Revolution, and Social Change (Les bibliothèques en temps de guerre, de révolution et de lutte sociale) . L'influence de Rayward en tant que professeur qui a formulé des cadres théoriques et une compréhension plus large de la bibliothèque en tant qu'agent culturel a été documentée par Michael Buckland.